# 光GENJI TOKYO DOME CONCERT Hey!Say!
『TOKYO DOME CONCERT Hey! Say! 1.15-16』は、光GENJIのコンサートビデオ。VHSは1989年3月20日発売。発売元はポニーキャニオン。2022年11月時点で未DVD化。

## 収録曲
1. シングルメドレー
  1. STAR LIGHT
  2. ガラスの十代
  3. パラダイス銀河
  4. 剣の舞
  5. Diamondハリケーン
2. THE WINDYメドレー
  1. THE WINDY
  2. Nowhere Fast（英語: Nowhere_Fast_(Fire_Inc._song)）
  3. Together Forever
3. 剣の舞
4. Dream〜風に打たれて
5. 君を乗せた海賊船
6. インナー・アドベンチャー
7. ファンキーランド
8. 哀しみのレスキュー
9. Footloose
10. 春風にイイネ!
11. 青春にはまだ早い
12. 10ccの涙
13. クリスタル・ユニヴァース
14. 出逢い
15. リバプール横浜
16. 爆走レイルロード
17. MOMOKO
18. 哀しきハイスクール
19. ザ・青春セイリング
20. いつかきっと⋯
21. あ・き・す・と・ぜ・ね・こ
22. Diamondハリケーン
23. パラダイス銀河
24. ロックメドレー
  1. We're Not
  2. I Can't Get No Satisfaction
  3. Jumpin' Jack Flash
  4. I Write The Songs
25. Graduation
26. あ・き・す・と・ぜ・ね・こ
27. いつかきっと⋯
28. 青春にはまだ早い
29. クリスタル・ユニヴァース
30. 出逢い
31. シングル曲メドレー